# Poales
Poales је ред монокотиледоних биљака који укључује неке од економски најпознатијих врста - пшеницу, пиринач, кукуруз, јечам... Порекло реда се процењује на Јужну Америку, пре око 115 милиона година. Најстарији познати фосил је из касне Креде. Цветови су обично мали, окружени брактејама и скупљени у цвасти (изузев код рода Mayaca где су цветови појединачни и терминални), најчешће се полинација обавља ветром (анемофилија). Семе обично садржи скроб.
Термин Poales није био у широкој употреби до скора (до појаве APG II). Биљке овог реда су раније припадале редовима Bromeliales, Cyperales, Hydatellales, Juncales, Restionales и Typhales.

## Таксономија
систем (2009) прихвата следеће фамилије:
- (изузев Centrolepidaceae)